# باتريسيو ووكر
باتريسيو ووكر (بالإسبانية: Patricio Walker)‏ هو محامي وسياسي تشيلي، ولد في 28 أبريل 1969 في سانتياغو في تشيلي. حزبياً، نشط في الحزب الديمقراطي المسيحي (تشيلي). وقد انتخب عضو مجلس النواب من شيلي.